# 일요 나이트 프리미어
일요 나이트 프리미어(일본어: 日曜ナイトドラマ Sunday Night Premiere[*])는 TV 아사히 계열에서 매주 토요일의 드라마이다.

## 작품 소개
- 《아스코마치~아스카 공업 고교 이야기~》
- 《일한 공동 드라마 텔레시네마》
- 《장밋빛 성전 30세 두 아이의 어머니, 모델이된다.》
- 《나의 하늘 형사편》
- 《망상수사: 구와가타 고이치 준교수의 스타일리시한 생활》